# 台灣冤獄平反協會
台灣冤獄平反協會（英語：Taiwan Innocence Project），簡稱冤平會、平冤會、平冤協會、平冤，成立於2012年，由王兆鵬教授、羅秉成律師、高涌誠律師、葉建廷律師共同發起成立。

## 歷任理事長
- 羅秉成律師，目前理事長為羅秉成律師自政務委員卸任後再度擔任[4]。
- 葉建廷律師[5]
- 李茂生老師[6]

## 個案救援
主要救援刑事相關已被判決有罪確定的案件，且案件皆為「真實無辜」案件，並非爭執刑度，主要切入救援方向以有涉及「科學證據瑕疵」或有「嚴重違反正當法律程序」的案件為主。

## 被冤者關懷
2015年5月1日，陳龍綺以平冤協會首位平反者的身分赴美國參加無辜聯盟年會（Innocence Network Conference），與來自各國的被冤者、冤案倡議者交流。
有感於被冤者之間類似的經驗與共鳴，回到台灣之後，陳龍綺和平冤協會共同推動「被冤者關懷業務」，透過書信關懷、監所探視、家庭訪視、培力工作坊、轉介社會復歸資源等方式，提供被冤者家庭支持與協助。

## 冤案研究與制度改革
除既有個案救援，平冤協會也提出四大宗旨，期盼能透過研究冤案與推動司法制度改革，從源頭減少冤錯案件的發生。

## 相關出版品
| 年份 | 書名                                                                                       | 出版社   |
| ---- | ------------------------------------------------------------------------------------------ | -------- |
| 2014 | 《路人變被告：「走鐘」的刑事司法程序》                                                     | 新學林   |
| 2015 | 《冤罪論：關於冤罪的一百種可能》                                                           | 商周     |
| 2016 | 《法官的被害人：德國冤案事件簿》                                                           | 衛城     |
| 2016 | 《誤判：法國冤案事件簿》                                                                   | 新學林   |
| 2019 | 《無罪的罪人：迷霧中的校園女童性侵案》                                                     | 春山     |
| 2019 | 《認錯：性侵受害人與被冤者的告白》                                                         | 游擊文化 |
| 2020 | 《被搶劫的人生：蘇炳坤從冤枉到無罪的三十年長路》                                           | 春山     |
| 2021 | 《審判的人性弱點：美國前聯邦檢察官從心理學與政治學角度解讀冤案成因》                       | 商周     |
| 2021 | 《審判數學：在法庭中數字如何被運用及濫用》                                                 | 新學林   |
| 2021 | 《為清白辯護：刑事非常救濟手冊》                                                           | 新學林   |
| 2022 | 《判決的艱難：兒童性侵的爭議與正義》                                                       | 春山     |
| 2023 | 《解讀「虛偽自白」：無辜者為何會承認犯下罪行？心理學家解析錯誤自白形成的過程及其矛盾心理》 | 麥田     |
| 2023 | 《懷疑的理由：冤案與刑事案件審查委員會》                                                   | 元照     |
| 2023 | 《法庭上的偽科學：從齒痕鑑定冤案檢視美國刑事司法系統中的垃圾科學》                         | 商周     |

## 外部連結
- 台灣冤獄平反協會官方網站 （中文）（英文）
- 冤獄平反協會的Facebook專頁
- 冤獄平反協會的Instagram帳戶
- YouTube上的冤獄平反協會頻道